# Silusa opaca
Silusa opaca är en skalbaggsart som beskrevs av Adelbert Fenyes 1909. Silusa opaca ingår i släktet Silusa och familjen kortvingar. Inga underarter finns listade i Catalogue of Life.